# والیبال قهرمانی زنان آسیا
والیبال قهرمانی آسیا (به انگلیسی Asian Women's Volleyball Championship) با نام‌های دیگر والیبال جام ملت‌های آسیا یا قهرمانی والیبال آسیا یک تورنمنت والیبال است که کنفدراسیون والیبال آسیا آن را برگزار می‌کند. این مسابقات با شرکت تیم‌های قاره آسیا و اقیانوسیه برگزار می‌شود. این مسابقات بالاترین سطح رقابت تیم‌های ملی والیبال زنان در آسیا است. قهرمانی آسیا در سال ۱۹۷۵ آغاز شد و از سال ۱۹۷۵ تا ۱۹۸۷ هر چهار سال یک بار برگزار می‌شد، اما از سال ۱۹۸۷ تا به حال این مسابقات هر دو سال یک باز برگزار می‌شود.

## نتیجه مسابقات
| ۱۹۷۵ جزئیات | ملبورن                         | · ژاپن   | بدون پلی آف                          | · کرهٔ جنوبی                          | · چین                                | بدون پلی آف                          | · استرالیا                           |                                      |                                      |                                      |                                      |
| ۱۹۷۹ جزئیات | هنگ کنگ                        | · چین    | بدون پلی آف                          | · ژاپن                               | · کرهٔ جنوبی                          | بدون پلی آف                          | · استرالیا                           |                                      |                                      |                                      |                                      |
| ۱۹۸۳ جزئیات | فوکوئوکا                       | · ژاپن   | بدون پلی آف                          | · چین                                | · کرهٔ جنوبی                          | بدون پلی آف                          | · تایوان                             |                                      |                                      |                                      |                                      |
| ۱۹۸۷ جزئیات | شانگهای                        | · چین    | ۳–۰                                  | · ژاپن                               | · کرهٔ جنوبی                          | ۳–۰                                  | · نیوزیلند                           |                                      |                                      |                                      |                                      |
| ۱۹۸۹ جزئیات | هنگ کنگ                        | · چین    | ۳–۰                                  | · کرهٔ جنوبی                          | · ژاپن                               | ۳–۰                                  | · تایوان                             |                                      |                                      |                                      |                                      |
| ۱۹۹۱ جزئیات | بانکوک                         | · چین    | -                                    | · ژاپن                               | · کرهٔ جنوبی                          | -                                    | · کرهٔ شمالی                          |                                      |                                      |                                      |                                      |
| ۱۹۹۳ جزئیات | شانگهای                        | · چین    | ۳–۰                                  | · ژاپن                               | · کرهٔ جنوبی                          | ۳–۰                                  | · تایوان                             |                                      |                                      |                                      |                                      |
| ۱۹۹۵ جزئیات | چیانگ مای                      | · چین    | بدون پلی آف                          | · کرهٔ جنوبی                          | · ژاپن                               | بدون پلی آف                          | · تایوان                             |                                      |                                      |                                      |                                      |
| ۱۹۹۷ جزئیات | مانیل                          | · چین    | بدون پلی آف                          | · کرهٔ جنوبی                          | · ژاپن                               | بدون پلی آف                          | · تایوان                             |                                      |                                      |                                      |                                      |
| ۱۹۹۹ جزئیات | هنگ کنگ                        | · چین    | بدون پلی آف                          | · کرهٔ جنوبی                          | · ژاپن                               | بدون پلی آف                          | · تایلند                             |                                      |                                      |                                      |                                      |
| ۲۰۰۱ جزئیات | ناخون راتچاسیما                | · چین    | ۳–۰                                  | · کرهٔ جنوبی                          | · تایلند                             | ۳–۲                                  | · ژاپن                               |                                      |                                      |                                      |                                      |
| ۲۰۰۳ جزئیات | هوشی‌مین                        | · چین    | ۳–۰                                  | · ژاپن                               | · کرهٔ جنوبی                          | ۳–۱                                  | · تایلند                             |                                      |                                      |                                      |                                      |
| ۲۰۰۵ جزئیات | تایچانگ                        | · چین    | ۳–۰                                  | · قزاقستان                           | · ژاپن                               | ۳–۰                                  | · کرهٔ جنوبی                          |                                      |                                      |                                      |                                      |
| ۲۰۰۷ جزئیات | ناخون راتچاسیما                | · ژاپن   | بدون پلی آف                          | · چین                                | · تایلند                             | بدون پلی آف                          | · کرهٔ جنوبی                          |                                      |                                      |                                      |                                      |
| ۲۰۰۹ جزئیات | هانوی                          | · تایلند | ۳–۱                                  | · چین                                | · ژاپن                               | ۳–۰                                  | · کرهٔ جنوبی                          |                                      |                                      |                                      |                                      |
| ۲۰۱۱ جزئیات | تایپه                          | · چین    | ۳–۱                                  | · ژاپن                               | · کرهٔ جنوبی                          | ۳–۲                                  | · تایلند                             |                                      |                                      |                                      |                                      |
| ۲۰۱۳ جزئیات | ناکون راتچاسیما                | · تایلند | ۳–۰                                  | · ژاپن                               | · کرهٔ جنوبی                          | ۳–۲                                  | · چین                                |                                      |                                      |                                      |                                      |
| ۲۰۱۵ جزئیات | تیانجین                        | · چین    | ۳–۰                                  | · کرهٔ جنوبی                          | · تایلند                             | ۳–۰                                  | · تایوان                             |                                      |                                      |                                      |                                      |
| ۲۰۱۷ جزئیات | بینان                          |          | · ژاپن                               | ۳–۲                                  | · تایلند                             |                                      | · کرهٔ جنوبی                          | ۳–۰                                  | · چین                                |                                      |                                      |
| ۲۰۱۹ جزئیات | سئول                           |          | · ژاپن                               | ۳–۱                                  | · تایلند                             |                                      | · کرهٔ جنوبی                          | ۳–۰                                  | · چین                                |                                      |                                      |
| ۲۰۲۱ جزئیات | سان فراندو / آنجلس / اولونگاپو |          | بر اثر دنیاگیری کووید-۱۹ برگزار نشد. | بر اثر دنیاگیری کووید-۱۹ برگزار نشد. | بر اثر دنیاگیری کووید-۱۹ برگزار نشد. | بر اثر دنیاگیری کووید-۱۹ برگزار نشد. | بر اثر دنیاگیری کووید-۱۹ برگزار نشد. | بر اثر دنیاگیری کووید-۱۹ برگزار نشد. | بر اثر دنیاگیری کووید-۱۹ برگزار نشد. | بر اثر دنیاگیری کووید-۱۹ برگزار نشد. | بر اثر دنیاگیری کووید-۱۹ برگزار نشد. |
| ۲۰۲۳ جزئیات | ناکون راتچاسیما                |          | · تایلند                             | ۳–۲                                  | · چین                                |                                      | · ژاپن                               | ۳–۲                                  | · ویتنام                             |                                      |                                      |
| ۲۰۲۶ جزئیات |                                |          | –                                    |                                      |                                      | –                                    |                                      |                                      |                                      |                                      |                                      |
| ۲۰۲۸ جزئیات |                                |          | –                                    |                                      |                                      | –                                    |                                      |                                      |                                      |                                      |                                      |

### جدول مدال‌ها
| رتبه  | کشورها    | طلا | نقره | برنز | مجموع |
| ۱     | چین       | ۱۳  | ۳    | ۱    | ۱۷    |
| ۲     | ژاپن      | ۵   | ۷    | ۶    | ۱۸    |
| ۳     | تایلند    | ۲   | ۲    | ۳    | ۷     |
| ۴     | کرهٔ جنوبی | ۰   | ۷    | ۱۰   | ۱۷    |
| ۵     | قزاقستان  | ۰   | ۱    | ۰    | ۱     |
| مجموع | مجموع     | ۲۰  | ۲۰   | ۲۰   | ۶۰    |

### کشورهای شرکت کننده
| کشور      | ۱۹۷۵ | ۱۹۷۹ | ۱۹۸۳ | ۱۹۸۷  | ۱۹۸۹  | ۱۹۹۱  | ۱۹۹۳  | ۱۹۹۵ | ۱۹۹۷ | ۱۹۹۹ | ۲۰۰۱ | ۲۰۰۳  | ۲۰۰۵  | ۲۰۰۷  | ۲۰۰۹  | ۲۰۱۱  | ۲۰۱۳  | ۲۰۱۵  | ۲۰۱۷  | ۲۰۱۹  | سال |
| --------- | ---- | ---- | ---- | ----- | ----- | ----- | ----- | ---- | ---- | ---- | ---- | ----- | ----- | ----- | ----- | ----- | ----- | ----- | ----- | ----- | --- |
| استرالیا  | ۴ ام | ۴ ام | ۷ ام | ۷ ام  | ۷ ام  | ۶ ام  | ۱۰ ام | ۶ ام | ۷ ام | ۶ ام | ۶ ام | ۹ ام  | ۱۰ ام | ۸ ام  | ۹ ام  | ۱۰ ام | ۹ ام  | ۹ ام  | ۱۰ ام | ۹ ام  | ۲۰  |
| چین       | سوم  | اول  | دوم  | اول   | اول   | اول   | اول   | اول  | اول  | اول  | اول  | اول   | اول   | دوم   | دوم   | اول   | ۴ ام  | اول   | ۴ ام  | ۴ ام  | ۲۰  |
| تایوان    |      |      | ۴ ام |       | ۴ ام  | ۵ ام  | ۴ ام  | ۴ ام | ۴ ام | ۵ ام | ۵ ام | ۵ ام  | ۵ ام  | ۶ ام  | ۶ ام  | ۵ ام  | ۷ ام  | ۴ ام  | ۶ ام  | ۶ ام  | ۱۷  |
| هنگ کنگ   |      | ۶ ام | ۸ ام | ۱۰ ام | ۸ ام  | ۱۱ ام | ۱۲ ام | ۹ ام | ۹ ام | ۸ ام |      |       | ۱۲ ام |       | ۱۰ ام |       | ۱۳ ام | ۱۳ ام | ۱۱ ام | ۱۱ ام | ۱۵  |
| هند       |      | ۷ ام |      |       |       | ۱۴ ام |       |      |      |      |      |       | ۱۱ ام |       | ۱۱ ام | ۱۱ ام | ۱۱ ام | ۱۰ ام |       | ۱۰ ام | ۸   |
| اندونزی   |      | ۵ ام | ۶ ام | ۶ ام  | ۹ ام  | ۹ ام  | ۸ ام  |      |      |      |      |       |       | ۹ ام  | ۱۳ ام | ۱۳ ام | ۱۰ ام |       |       | ۸ ام  | ۱۱  |
| ایران     |      |      |      |       |       |       |       |      |      |      |      |       |       | ۱۲ ام | ۸ ام  | ۸ ام  | ۸ ام  | ۸ ام  | ۸ ام  | ۷ ام  | ۷   |
| ژاپن      | اول  | دوم  | اول  | دوم   | سوم   | دوم   | دوم   | سوم  | سوم  | سوم  | ۴ ام | دوم   | سوم   | اول   | سوم   | دوم   | دوم   | ۶ ام  | اول   | اول   | ۲۰  |
| قزاقستان  |      |      |      |       |       |       | ۵ ام  |      |      | ۹ ام |      | ۷ ام  | دوم   | ۵ ام  | ۵ ام  | ۹ ام  | ۵ ام  | ۷ ام  | ۷ ام  | ۵ ام  | ۱۱  |
| ماکائو    |      |      |      | ۱۱ ام | ۱۰ ام |       |       |      |      |      |      |       |       |       |       |       |       |       |       |       | ۲   |
| مالزی     |      |      |      | ۹ ام  |       |       |       |      |      |      |      |       |       |       |       |       |       |       |       |       | ۱   |
| مالدیو    |      |      |      |       |       |       |       |      |      |      |      |       |       |       |       |       |       |       | ۱۴ ام |       | ۱   |
| مغولستان  |      |      |      |       |       |       |       |      |      |      |      |       |       |       |       |       | ۱۴ ام | ۱۱ ام |       |       | ۲   |
| برمه      |      |      |      |       |       |       |       |      |      |      |      |       |       |       |       |       | ۱۶ ام |       |       |       | ۱   |
| نیوزیلند  | ۵ ام |      | ۹ ام | ۴ ام  |       | ۱۰ ام | ۱۱ ام | ۷ ام |      |      | ۸ ام | ۱۰ ام |       | ۱۱ ام |       |       |       |       | ۱۲ ام | ۱۲ ام | ۱۱  |
| کرهٔ شمالی |      |      |      |       | ۵ ام  | ۴ ام  | ۹ ام  |      |      |      |      |       | ۷ ام  |       |       | ۶ ام  |       |       |       |       | ۵   |
| فیلیپین   |      |      | ۵ ام |       |       | ۱۳ ام | ۱۳ ام | ۸ ام | ۸ ام |      |      | ۸ ام  | ۹ ام  |       |       |       | ۱۲ ام | ۱۲ ام | ۸ ام  |       | ۱۰  |
| سنگاپور   |      |      |      | ۸ ام  |       |       |       |      |      |      |      |       |       |       |       |       |       |       |       |       | ۱   |
| کرهٔ جنوبی | دوم  | سوم  | سوم  | سوم   | دوم   | سوم   | سوم   | دوم  | دوم  | دوم  | دوم  | سوم   | ۴ ام  | ۴ ام  | ۴ ام  | سوم   | سوم   | دوم   | سوم   | سوم   | ۲۰  |
| سری‌لانکا  |      |      |      |       |       | ۱۲ ام | ۱۴ ام |      |      |      | ۹ ام |       |       | ۱۰ ام | ۱۴ ام | ۱۲ ام | ۱۵ ام | ۱۴ ام | ۱۳ ام | ۱۳ ام | ۱۰  |
| تایلند    |      |      |      | ۵ ام  | ۶ ام  | ۷ ام  | ۷ ام  | ۵ ام | ۵ ام | ۴ ام | سوم  | ۴ ام  | ۶ ام  | سوم   | اول   | ۴ ام  | اول   | سوم   | دوم   | دوم   | ۱۷  |
| ترکمنستان |      |      |      |       |       |       |       |      |      |      |      |       |       |       |       | ۱۴ ام |       |       |       |       | ۱   |
| ازبکستان  |      |      |      |       |       |       | ۶ ام  |      | ۶ ام | ۷ ام |      |       |       | ۱۳ ام | ۱۲ ام |       |       |       |       |       | ۵   |
| ویتنام    |      |      |      |       |       | ۸ ام  |       |      |      |      | ۷ ام | ۶ ام  | ۸ ام  | ۷ ام  | ۷ ام  | ۷ ام  | ۶ ام  | ۵ ام  | ۵ ام  |       | ۱۰  |
| مجموع     | ۵    | ۷    | ۹    | ۱۱    | ۱۰    | ۱۴    | ۱۴    | ۹    | ۹    | ۹    | ۹    | ۱۰    | ۱۲    | ۱۳    | ۱۴    | ۱۴    | ۱۶    | ۱۴    | ۱۴    | ۱۳    |     |

### باارزش‌ترین بازیکن جام
- بهترین یا باارزش‌ترین بازیکن هر دوره
- ۲۰۰۱ –  فنگ کون
- ۲۰۰۳ –  ژائو رویروی
- ۲۰۰۵ –  چو جینلینگ
- ۲۰۰۷ –  میوکی تاکاهاشی
- ۲۰۰۹ –  اونوما سیتیراک
- ۲۰۱۱ –  وانگ ییمی
- ۲۰۱۳ –  ویلاوان آپینیاپنگ
- ۲۰۱۵ -  ژو تینگ
- ۲۰۱۷ -  ریسا شینابه
- ۲۰۱۹ - مایو ایشیکاوا

## آمار
- تیم ملی چین با ۱۳ دوره قهرمانی پرافتخارترین تیم آسیا است.
- تایلند نیز با ۵ دوره میزبانی رکورددار میزبانی این مسابقات است.
- تا سال ۱۹۹۷ نحوه امتیازدهی در ست‌های ۱۵ امتیازی بود. تنها تیمی که زننده سرویس بود امتیاز می‌گرفت. از سال ۱۹۹۹ مسابقات در ست‌های ۲۵ امتیازی و به صورت رالی برگزار می‌شود که سبب کاهش زمان بازی و افزایش جذابیت مسابقه شده‌است.

### نتایج کامل
1. http://todor66.com/volleyball/Asia/Women_1975.html نتیجه سه بازی نامشخص
2. http://todor66.com/volleyball/Asia/Women_1979.html
3. http://todor66.com/volleyball/Asia/Women_1983.html نتیجه ده بازی نامشخص
4. http://todor66.com/volleyball/Asia/Women_1987.html کامل نیست
5. http://todor66.com/volleyball/Asia/Women_1989.html کامل نیست
6. http://todor66.com/volleyball/Asia/Women_1991.html کامل نیست
7. http://todor66.com/volleyball/Asia/Women_1993.html کامل نیست
8. http://todor66.com/volleyball/Asia/Women_1995.html کامل نیست
9. http://todor66.com/volleyball/Asia/Women_1997.html
10. http://todor66.com/volleyball/Asia/Women_1999.html
11. http://todor66.com/volleyball/Asia/Women_2001.html نتیجه چهار بازی نامشخص
12. http://todor66.com/volleyball/Asia/Women_2003.html
13. http://todor66.com/volleyball/Asia/Women_2005.html
14. http://todor66.com/volleyball/Asia/Women_2007.html
15. http://todor66.com/volleyball/Asia/Women_2009.html
16. http://todor66.com/volleyball/Asia/Women_2011.html
17. http://todor66.com/volleyball/Asia/Women_2013.html
18. http://todor66.com/volleyball/Asia/Women_2015.html
19. http://todor66.com/volleyball/Asia/Women_2017.html
20. http://todor66.com/volleyball/Asia/Women_2019.html
21. http://todor66.com/volleyball/Asia/Women_2021.html برگزار نشد
22. http://todor66.com/volleyball/Asia/Women_2023.html